# Такеуті Дзюнко
Такеуті Дзюнко (яп. 竹内 順子; нар. 5 квітня 1972, префектура Сайтама) — японська сейю, в першу чергу відома завдяки озвучуванню Удзумакі Наруто в аніме «Наруто».

## Життєпис
У 1991 році вступила до університету Ніхон на факультет мистецтва, але через два роки покинула навчання. Декілька років працювала продавцем та давала уроки гри на фортепіано в приватній школі. У 1996 році приєдналася до театральної студії BQ MAP Theater Company, мала кілька виступів на сцені. У 1999 році познайомилася з Кендзі Хамадою — актором озвучування, з яким у 2006 році одружилася. Має дітей від нього.

## Нагороди
У 2011 році отримала нагороду Seiyu Awards як «Найкраща сейю на думку дітей», а в 2012 році нагороду «За найкращу спільну роботу» разом з Юкою Терасакі за мангу «Inazuma Eleven».